# Джака Мгвабі Мвамбі
Джака Мгвабі Мвамбі (англ. Jaka Mgwabi Mwambi) — танзанійський політик і дипломат. Надзвичайний і Повноважний Посол Танзанії в Україні за сумісництвом (2008—2014).

## Життєпис
Був регіональним комісаром регіонів Руква, Танга та Іринга і був заступником Генерального секретаря партії Чама Ча Мапіндузі, поки він не був замінений Джорджем Мкучікою, членом парламенту з району Ньюала, у листопаді 2007 року.
У 2008 році — був призначений послом Об'єднаної Республіки Танзанія в РФ та 24 липня 2008 року вручив копії вірчіх грамот Міністерству закордонних справ Росії, та вірчі грамоти Президенту Медведєву 18 вересня 2008 року.
У 2008—2014 рр. — Надзвичайний і Повноважний Посол Танзанії в Україні за сумісництвом.
У 2008—2014 рр. — Надзвичайний і Повноважний Посол Танзанії в Білорусі за сумісництвом.